# Two Living, One Dead
Pour plus de détails, voir Fiche technique et Distribution.
Two Living, One Dead est un film britannico-suédois réalisé par Anthony Asquith, sorti en 1961.

## Synopsis
Berger, Anderson et Kester travaillent tous les trois dans un bureau de poste lorsque celui-ci fait l'objet d'un braquage. Kester est touché par un tir et meurt à l'hôpital, Anderson est blessé à la tête, seul Berger s'en sort indemne et de plus il a donné l'argent aux cambrioleurs. Cela va avoir des conséquences sur sa vie professionnelle, mais aussi sur sa vie familiale où les rapports avec sa femme et son fils vont souffrir de sa lâcheté présumée.

## Fiche technique
- Titre anglais : Two Living, One Dead
- Titre suédois : Två levande och en död
- Réalisation : Anthony Asquith
- Scénario : Anthony Asquith, Lindsay Galloway, d'après le roman de Sigurd Christiansen (en)
- Photographie : Gunnar Fischer
- Montage : Oscar Rosander
- Musique : Jack Gill, Bengt Hallberg, Erik Nordgren, Gösta Theselius
- Direction artistique : Bibi Lindström
- Production : Teddy Baird
- Production associée : Lorens Marmstedt
- Société de production :  Swan Productions,  Wera Film
- Société de distribution :  British Lion Film Corporation,  Svensk Filmindustri
- Pays de production :  Royaume-Uni,  Suède
- Langue originale : anglais
- Format : Noir et blanc  — 35 mm — 1,37:1 — son mono
- Genre : drame
- Durée : 105 minutes
- Dates de sortie : 
  - Norvège : 16 mars 1961
  - Suède : 3 avril 1961

## Distribution
- Virginia McKenna : Helen Berger
- Bill Travers : Andersson
- Patrick McGoohan : Erik Berger
- Alf Kjellin : Rogers
- Dorothy Alison : Esther Kester
- Noel Willman : Johnson
- Pauline Jameson : Mlle Larsen
- Isa Quensel : Mlle Larousse
- Peter Vaughan : John Kester
- Derek Francis : Broms
- Michael Crawford : Nils Lindwall
- Marianne Nielsen : Mlle Lind
- John Moulder-Brown : Rolf Berger
- Peter Bathurst : Engelhardt
- Georg Skarstedt : Torp
- Mona Geijer-Falkner : Mme Holm
- Torsten Lilliecrona : le docteur
- Alan Bair
- Mikael Bolin : Peter
- Alan Rothwell : Karlson

## À noter
- Ce film est le remake du film norvégien To levende og en død de Gyda Christensen et Tancred Ibsen, sorti en 1937